# Wey (automobile)
Pour les articles homonymes, voir Wey.
 (août 2023).
Si vous disposez d'ouvrages ou d'articles de référence ou si vous connaissez des sites web de qualité traitant du thème abordé ici, merci de compléter l'article en donnant les références utiles à sa vérifiabilité et en les liant à la section « Notes et références ».
Wey est une marque du constructeur automobile Great Wall Motors spécialisée dans les crossovers et SUV. La marque se positionne sur le marché des véhicules premium.

## Historique
La marque est lancée en novembre 2016. Le nom Wey est un dérivé du prénom du fondateur de Great Wall Motors, Wei Jiangjun. Le groupe a investi 10 milliards de yuans et quatre années de recherche et développement pour créer la marque. Les SUVs W01 et W02 sont présentés le jour du lancement de la marque.
En 2018, la marque présente son modèle de véhicule électrique et autonome.
Fin 2022, le constructeur annonce son arrivée en Allemagne puis en France.

## Des produits

### Actuel
- Wey Latte, SUV crossover compact lancé en 2021, en remplacement du VV6.
- Wey Mocha, VUS multisegment de taille moyenne lancé en 2021, en remplacement du VV7[4].
- Wey Macchiato, compact crossover SUV launched in 2021, in replacement for VV5[5].
- Wey Lanshan, VUS multisegment pleine grandeur lancé en 2023.
- Wey Gaoshan, Monospace lancé en 2023.

### À venir
- Wey Yuanming, VUS multisegment compact.

### Discontinué
- Wey P8, VUS multisegment intermédiaire (2018–2020)
- WEY Tank 300, SUV tout-terrain compact lancé en 2020, et bifurqué vers le TANK marque comme son premier modèle[6].
- Wey VV5, compact crossover SUV launched in late 2017. (2017–2021)[7]
- Wey VV6, SUV multisegment compact de taille comprise entre VV7 et VV5, lancé en 2018. (2018–2021)[8]
- Wey VV7 and VV7 GT, mid-size crossover SUV launched in early 2017. (2017–2021)[9]